# Chinatown (Liam Gallagher)
Chinatown è un singolo del cantautore britannico Liam Gallagher, pubblicato il 30 giugno 2017 come secondo estratto dal primo album in studio As You Were.
A detta di Gallagher il brano suona come uno dei The La's.

## Video musicale
Il videoclip è stato girato a Londra.

## Formazione
- Liam Gallagher – voce
- Greg Kurstin – chitarra, pianoforte, batteria, basso, sintetizzatore
- Michael Tighe – chitarra acustica